# All Night (Icona Pop)
All Night è un singolo del gruppo svedese Icona Pop, tratto dal loro secondo album This Is... Icona Pop e pubblicato nel luglio 2013.

## Tracce
Testi e musiche di Aino Jawo, Brian Lee, Caroline Hjelt, Elof Loelv, Jonathan Sloan, Luke Steele e Nick Littlemore.
Download digitale
1. All Night – 3:06

EP digitale
1. All Night (Cash Cash Radio Edit) – 3:26
2. All Night (Crazibiza Radio Edit) – 3:09
3. All Night (Dilemmachine and Tony Tone Radio Edit) – 3:47
4. All Night (K.Flay Remix) – 3:30
5. All Night (Wayne G and LFB Remix) – 7:07
6. All Night (Captain Cuts Remix) – 4:06

## Classifiche
| Classifica (2011)              | Posizione massima |
| ------------------------------ | ----------------- |
| Australia                      | 65                |
| Austria                        | 43                |
| Belgio (Fiandre)               | 11                |
| Belgio (Vallonia)              | 10                |
| Canada                         | 57                |
| Irlanda                        | 20                |
| Polonia (dance)                | 26                |
| Regno Unito                    | 31                |
| Scozia                         | 18                |
| Spagna                         | 43                |
| Stati Uniti                    | 111               |
| Stati Uniti (pop)              | 33                |
| Stati Uniti (dance)            | 1                 |
| Stati Uniti (dance/electronic) | 11                |
| Svizzera                       | 75                |